# Léon Journault
Louis Geneviève Léon Journault, né le 24 février 1827 à Paris et mort le 22 juillet 1892 à Sèvres, est un journaliste et homme politique français.

## Biographie
Journault venait d’être reçu avocat lors du coup d'État du 2 décembre 1851 et se mit à la disposition du Comité de résistance organisé par Victor Hugo. Devenu plus tard principal clerc du notaire parisien Péan de Saint-Gilles, Journault, quoique toujours attaché au parti républicain, se tint en dehors des agitations politiques jusqu’en 1869, époque à laquelle il entra à la rédaction de la Tribune, journal hebdomadaire fondé par Pelletan, Glais-Bizoin et Hénon. Il collabore en même temps au Libéral et à l’Union libérale de Seine-et-Oise.
Après la Proclamation de la Troisième République, il fut nommé maire de Sèvres, et remplit ces fonctions difficiles en face de l’invasion, de sorte que le Conseil municipal vota, après la signature de la paix, la déclaration que « M. Journault avait bien mérité de fa commune de Sèvres. » Élu représentant de Seine-et-Oise à l’Assemblée nationale, le sixième sur onze, aux élections du 8 février 1871, il se fit inscrire à la réunion de la Gauche républicaine avec laquelle il a constamment voté. Il a fait partie de plusieurs commissions importantes, notamment des commissions de permanence.
Très porté à dénoncer les actes d’arbitraire commis par les agents de l’administration, il fut, l’un des premiers, révoqué de ses fonctions de maire, dès qu’Albert de Broglie fut armé de sa fameuse loi des maires (janvier 1874). Aux élections du 20 février 1876, il fut élu député de la 2e circonscription de l’arrondissement de Versailles, par 5078 voix, contre 3315 à son concurrent conservateur. Il reprit sa place au groupe de la Gauche républicaine, qui l’élut secrétaire de sa réunion, le 24 janvier 1877. Lors de la crise du 16 mai 1877, il est l'un des 363 qui refusent la confiance au gouvernement de Broglie.
Journault a été rapporteur de la loi sur l’Exposition universelle de 1878, des propositions relatives à la publicité des comptes-rendus des séances des conseils généraux, etc.
En 1879, il démissionne de son mandat de député pour devenir secrétaire général du gouvernement de l'Algérie. Il redevient député de Seine-et-Oise de 1881 à 1885. Battu aux législatives en 1885, il est élu sénateur de Seine-et-Oise en 1886 et meurt en cours de mandat. Il est inhumé au cimetière des Bruyères à Sèvres.

## Théâtre
- Les Parents terribles, en collaboration avec Adolphe Belot, 3 actes, Théâtre de l'Odéon, 1861.

## Sources
- Adolphe Louis Émile Bitard, Dictionnaire de biographie contemporaine, française et étrangère, Paris, Léon Vanier, 1880, p. 721.
- « Léon Journault », dans Adolphe Robert et Gaston Cougny, Dictionnaire des parlementaires français, Edgar Bourloton, 1889-1891 [détail de l’édition]
- « Léon Journault », dans le Dictionnaire des parlementaires français (1889-1940), sous la direction de Jean Jolly, PUF, 1960 [détail de l’édition]